# Lucius Postumius Albinus Regillensis
Pour les articles homonymes, voir Postumius Albus.
Lucius Postumius Albinus Regillensis est un homme politique de la République romaine. Il a été tribun militaire à pouvoir consulaire à deux reprises, en 389 et en 381 av. J.-C.

## Biographie
Il appartient à la gens Postumia, gens patricienne, et plus précisément à la branche des Postumii Alb(in)i Regillenses, descendant d'Aulus Postumius Albus Regillensis, vainqueur sur les Latins à la bataille du lac Régille, au début du Ve siècle av. J.-C. On ne connaît pas sa position généalogique dans cette famille.
Il est élu tribun militaire à pouvoir consulaire en 389 dans un collège qui comprend aussi Lucius Valerius Publicola, Lucius Verginius Tricostus, Aulus Manlius Capitolinus, Lucius Aemilius Mamercinus et Publius Cornelius.
Il est à nouveau élu en 381 avec Marcus Furius Camillus (Camille), son parent Aulus Postumius Albinus Regillensis, Lucius Lucretius Tricipitinus Flavus, Lucius Furius Medullinus Fusus et Marcus Fabius Ambustus.